# 1996년 뉴질랜드 총선
1996년 뉴질랜드 총선은 뉴질랜드 대의원 의원들을 선출하기 위해 1996년 10월 12일 치러졌다.

## 선거 과정
윈스턴 피터스가 이끄는 뉴질랜드 제일당은 아시아인 이민자에 대한 반감을 이용해 반이민 노선을 선거 운동의 전면에 내세웠다. 그는 1990년대부터 정부의 이민 규제가 완화되면서 아시아인 이민자가 폭등하였으며, 이러한 상황을 막기 위해서는 이전과 같은 규제책을 다시 마련해 지금의 수보다 80% 줄여야 한다고 주장하였다. 제일당의 지지율이 크게 상승하자 아시아인 이민자들을 중심으로 뉴질랜드 소수민족당이 새로 창당되기도 하였다.

### 여론조사
| 조사기관        | 발표일자         | 국민 | 노동 | 동맹 | 제일 | 행동 | 통합 |
| --------------- | ---------------- | ---- | ---- | ---- | ---- | ---- | ---- |
| 조사기관        | 발표일자         |      |      |      |      |      |      |
| TVNZ/헤일런     | 1993년 12월 4일  | 35   | 25   | 27   | 10   | -    | -    |
| TVNZ/헤일런     | 1994년 2월 19일  | 35   | 32   | 23   | 8    | -    | -    |
| TVNZ/헤일런     | 1994년 3월 5일   | 32   | 32   | 27   | 7    | -    | -    |
| TVNZ/헤일런     | 1994년 3월 26일  | 32   | 29   | 27   | 9    | -    | -    |
| TVNZ/헤일런     | 1994년 5월 7일   | 34   | 30   | 24   | 8    | -    | -    |
| TVNZ/헤일런     | 1994년 5월 28일  | 32   | 29   | 27   | 7    | -    | -    |
| TVNZ/헤일런     | 1994년 7월 2일   | 36   | 29   | 24   | 8    | -    | -    |
| TVNZ/헤일런     | 1994년 7월 30일  | 35   | 27   | 28   | 7    | -    | -    |
| TVNZ/헤일런     | 1994년 9월 3일   | 36   | 22   | 32   | 7    | -    | -    |
| TVNZ/헤일런     | 1994년 10월 1일  | 35   | 24   | 29   | 8    | -    | -    |
| TVNZ/헤일런     | 1994년 10월 29일 | 39   | 27   | 25   | 7    | -    | -    |
| TVNZ/헤일런     | 1994년 12월 3일  | 40   | 28   | 22   | 6    | 2    | -    |
| TVNZ/헤일런     | 1995년 5월 9일   | 38   | 25   | 24   | 5    | 4    | -    |
| One/콜마 브런턴 | 1995년 6월 15일  | 36   | 27   | 24   | 6    | 3    | -    |
| One/콜마 브런턴 | 1995년 7월 17일  | 42   | 24   | 20   | 5    | 2    | 2    |
| One/콜마 브런턴 | 1995년 8월 13일  | 42   | 23   | 20   | 5    | 2.9  | 0.7  |
| One/콜마 브런턴 | 1995년 9월 7일   | 46   | 24   | 17   | 5    | 1.9  | 0.3  |

## 선거 결과
선거 결과 국민당이 노동당을 꺾고 1당 자리를 유지하였다. 그러나 연동형 비례대표제를 채택하였기 때문에 양당 모두 과반 의석을 차지하지는 못하였다. 뉴질랜드 대의원에서 과반 의석을 차지한 정당이 나타나지 않은 것은 1931년 선거 이후 65년 만에 처음 있는 일이었다. 국민당은 연정 파트너로 고려되었던 행동당과 통합 뉴질랜드의 의석을 모두 합쳐도 과반 의석을 차지하지 못하였고, 반대로 노동당 역시 연정 파트너로 고려되었던 동맹의 의석 모두 합쳐도 과반 의석을 차지하지 못하였다. 따라서 윈스턴 피터스가 이끄는 제일당이 정국 주도권을 거머쥐게 되었다.
| 정당      | 정당                | 지역구    | 지역구 | 지역구 | 비례대표  | 비례대표 | 비례대표 | 의석 |
| 정당      | 정당                | #         | %      | 의석   | #         | %        | 의석     | 의석 |
| --------- | ------------------- | --------- | ------ | ------ | --------- | -------- | -------- | ---- |
|           | 뉴질랜드 국민당     | 699,073   | 33.91  | 30     | 701,315   | 33.84    | 14       | 44   |
|           | 뉴질랜드 노동당     | 640,884   | 31.08  | 26     | 584,159   | 28.19    | 11       | 37   |
|           | 뉴질랜드 제일당     | 278,103   | 13.49  | 6      | 276,603   | 13.35    | 11       | 17   |
|           | 동맹                | 231,944   | 11.25  | 1      | 209,347   | 10.10    | 12       | 13   |
|           | 뉴질랜드 행동당     | 77,319    | 3.75   | 1      | 126,442   | 6.10     | 7        | 8    |
|           | 통합 뉴질랜드       | 42,666    | 2.07   | 1      | 18,245    | 0.88     | -        | 1    |
|           |                     |           |        |        |           |          |          |      |
|           | 뉴질랜드 소수민족당 | -         | -      | -      | 2,514     | 0.12     | -        | -    |
| 유효표 수 | 유효표 수           | 2,061,746 |        |        | 2,072,359 |          |          |      |

## 선거 이후
선거 결과 국민당과 노동당 모두 우호 세력을 포함시켜도 과반 의석을 차지하지 못하자 짐 볼저와 헬렌 클라크는 모두 제일당을 연정에 합류시켜 내각을 꾸리겠다고 선언하였다. 이에 윈스턴 피터스는 양당 중 어느 한 쪽도 연정 협상에서 배제하지 않겠다고 선언하면서 중립적인 태도를 취하였다. 최종적으로 제일당은 연정 파트너로 국민당을 선택하면서 볼저는 총리로 재취임할 수 있었다.